# Eurydice saikaiensis
Eurydice saikaiensis is een pissebed uit de familie Cirolanidae. De wetenschappelijke naam van de soort is voor het eerst geldig gepubliceerd in 2008 door Nunomura.